# Tricholochmaea rufosanguinea
Tricholochmaea rufosanguinea es una especie de insecto coleóptero de la familia Chrysomelidae.
Fue descrita científicamente en 1827 por Say.